# Hopeless (videogioco)
Hopeless (titolo originale Hopeloos, lett. "disperato"), sottotitolato Lost in Space solo nella schermata dei crediti, è un videogioco di avventura dinamica pubblicato nel 1986 per Commodore 64 dall'editrice olandese Radarsoft. Ha per protagonista un astronauta che deve esplorare un ambiente molto ampio, sia muovendosi su piattaforme sia volando.

## Trama
Al Blunts, detto Dutch Meat ("carne olandese"), deve salvare la sua fidanzata, rapita dal supercriminale incappucciato Manic Munk e portata in una remota regione di spazio sotto il suo controllo. La zona è formata da molte basi spaziali dalle strane forme, sospese nel vuoto, e pattugliata da creature mostruose. Al ha raggiunto il luogo con uno shuttle rubato e il gioco ha inizio all'interno della navicella, un'area di tre stanze già invasa dai nemici. Dovrà uscire nello spazio e spostarsi tra le basi per sabotare i 15 "cuori" che controllano il sistema di difesa di Manic Munk.

## Modalità di gioco
Il giocatore controlla Al in un'area bidimensionale, ampia circa come 2000 schermi, con visuale di lato e scorrimento multidirezionale. Ci sono zone a piattaforme con scalette verticali e zone attraversabili solo volando. Con i tasti funzione si può selezionare lo spostamento a piedi oppure in volo con il jet pack, e scegliere tra i tre armamenti disponibili. Il pannello di controllo sotto la visuale mostra le icone delle selezioni attuali e i valori numerici della forza, esaurita la quale si perde una delle 15 vite, del carburante e dell'energia.
A terra Al può correre, saltare, usare scale, gettarsi anche da grandi altezze, usare terminali di computer. Con il jet pack può spostarsi in tutte le direzioni, ma consuma carburante. Le armi sono un raggio che può sparare a destra o sinistra, ma consuma carburante; uno scudo attivabile quando Al è fermo, che distrugge ciò che lo tocca, ma consuma energia; colpi di arti marziali, altrettanto potenti, utilizzabili solo quando Al corre a piedi.
Esistono 11 tipi di creature nemiche, con diversi comportamenti, che si materializzano in continuazione nell'area. Al contatto con Al si distruggono e riducono tutte le sue tre statistiche. Occasionalmente può apparire anche Manic Munk, istantaneamente letale. È possibile anche perire in trappole o rimanere bloccati in situazioni senza uscita, per cui è disponibile un tasto per il suicidio.
I terminali di computer sono sparsi in tutta l'area e ce ne sono di diversi tipi con funzioni diverse: aprire e chiudere passaggi, ricaricare una delle tre statistiche, mostrare una mappa complessiva a scorrimento, attivare una bussola che indica la direzione in cui si trova un obiettivo, teletrasportare Al. Infine ci sono i terminali con i simboli di cuore, la cui disattivazione è l'obiettivo del gioco, ma alcuni di essi sono fasulli.